# Академия наук Узбекистана
Академия наук Республики Узбекистан (узб. Ўзбекистон Республикаси Фанлар Академияси / Oʻzbekiston Respublikasi Fanlar Akademiyasi, АН РУз) — государственная научная академическая организация Республики Узбекистан.

## История
Академия в Узбекистане была основана в 1943 году в Ташкенте как Академия наук Узбекской ССР на базе Узбекского филиала Академии наук СССР.
Первым президентом Академии наук Узбекской ССР стал математик Т. Н. Кары-Ниязов, первыми академиками (действительными членами) — этнограф М. С. Андреев, ирригаторы А. Н. Аскоченский и В. В. Пославский, писатели Гафур Гулям и Муса Ташмухамедов (Айбек), математики В. И. Романовский и Т. А. Сарымсаков, геолог А. С. Уклонский, физик С. У. Умаров, биолог Р. Р. Шредер.
В 1991 году в составе Академии наук Узбекской ССР имелось 7 отделений, Каракалпакский филиал, свыше 30 научных учреждений и 6 конструкторских организаций.
В 2007 году в учреждениях Академии наук Республики Узбекистан работали около 6000 сотрудников, из их числа более 2000 сотрудников непосредственно задействованы в научно-исследовательской деятельности; членами академии были 49 действительных членов (академиков) и 106 членов-корреспондентов. При реструктуризации академии в 2000 году институт членов-корреспондентов был упразднен и все члены-корреспонденты были избраны академиками.
К 2017 году в результате убыли членов академии по смерти, в персональном составе АН РУз осталось 63 академика. В декабре 2017, впервые за 18 лет, были проведены очередные выборы, добавившие в состав АН РУз 32 новых действительных члена. На 28 мая 2025 года в АН Узбекистана состоят 75 действительных членов, распределённых по трём отделениям наук по соответствующим областям знаний.
В состав Академии наук РУз входят 38 научных учреждений, в том числе 3 региональных отделения и 33 НИУ и центров, 2 предприятия (ГП Тезлатгич, ООО Ралиопрепарат), распределенные по 3 отделениям наук:
- Отделение физико-математических и технических наук (12 ед.);
- Отделение естественных наук (11 ед.);
- Отделение общественно-гуманитарных наук (10 ед.)[3].

### Руководство
Президенты Академии наук Узбекской ССР:
- Ташмухамед Кары-Ниязов (1943—1947)
- Ташмухамед Сарымсаков (1947—1952)
- Тиша Захидов (1952—1956)
- Хабиб Абдуллаев (1956—1962)
- Убай Арифов (1962—1966)
- Абид Садыков (1966—1984)
- Пулат Хабибуллаев (1984—1988)
- Махмуд Салахитдинов (1988—1991)

Президенты Академии наук Узбекистана:
- Махмуд Салахитдинов (1991—1994)
- Джура Абдуллаев (и. о. 1994—1995)
- Тухтамурад Джураев (1995—2000)
- Бехзод Юлдашев (2000—2005)
- Тахир Арипов (и. о. 2005—2006)
- Шавкат Салихов (2006—2017)
- Бехзод Юлдашев (2017—2024)
- Шавкат Аюпов (с 2024)

Хронология основных событий в истории Академии наук Узбекистана
- 1932 — Учреждение Комитета наук Узбекской ССР 4 октября
- 1940 — Создание филиала Академии наук СССР в Узбекистане (УзФАН) 9 января
- 1943 — Постановление о создании Академии наук Узбекской ССР 27 сентября
- 1943 — Торжественное открытие Академии наук Узбекской ССР в составе 4 ноября	10 научных учреждений.

Утверждение первых учредителей Академии наук Узбекской ССР:
— 11 действительных членов (академиков),
— 18 членов-корреспондентов и
— 3 Почётных членов
- 1959 — Открытие Каракалпакского филиала Академии наук Узбекской ССР, в 1991 г. преобразованного в Каракалпакское отделение Академии наук Республики Узбекистан
- 1960−1990 — Строительство комплекса новых зданий институтов Академии наук в Академгородке в г. Ташкенте
- 1975 — Награждение Академии наук Узбекской ССР Орденом Дружбы Народов
- 1991 — Становление Академии наук независимой суверенной Республики Узбекистан
- 1997 — Открытие Хорезмской Академии Маъмуна Академии наук РУз
- 2017 — Открытие Навоийского отделения Академии наук РУз

## Персональный состав

### Академики
Список действительных членов Академии наук Республики Узбекистан (по состоянию на 28.05.2025 г.), сверенный с аналогичным списком на узбекском языке. Избранные в декабре 2023 года действительные члены включены в таблицу на основании указа президента Узбекистана, опубликованного Национальным информационным агентством Узбекистана с соответствующей формулировкой специализации.
| №  | Имя                                   | Дата рождения | Учёная степень | Дата избрания | Специализация                                   |
| -- | ------------------------------------- | ------------- | -------------- | ------------- | ----------------------------------------------- |
| 1  | Абдукаримов, Абдусаттар               | 04.04.1942    | д.б.н.         | 19.05.2000    | молекулярная генетика                           |
| 2  | Абдуллабеков Каххарбек Насырбекович   | 25.12.1942    | д.ф.-м.н.      | 19.05.2000    | геофизика                                       |
| 3  | Абдуллаев Фатхулла Хабибуллаевич      | 14.01.1948    | д.ф.-м.н.      | 22.12.2023    | нелинейная физика                               |
| 4  | Абдурахманов Каландар Ходжаевич       | 02.02.1946    | д.э.н.         | 29.12.2017    | по экономическим наукам                         |
| 5  | Абдурахмонов Иброхим Юлчиевич         | 19.02.1975    | д.б.н.         | 29.12.2017    | по биологическим наукам                         |
| 6  | Азамов Абдулла Азамович               | 21.04.1947    | д.ф.-м.н.      | 29.12.2017    | по физико-математическим наукам                 |
| 7  | Азимов Джалалитдин Азимович           | 10.03.1938    | д.б.н.         | 19.05.2000    | зоология                                        |
| 8  | Аимбетов Нагмет Каллиевич             | 16.09.1955    | д.э.н.         | 29.12.2017    | по экономическим наукам                         |
| 9  | Алимов Шавкат Арифджанович            | 02.03.1945    | д.ф.-м.н.      | 19.05.2000    | математика                                      |
| 10 | Аллаев Кахрамон Рахимович             | 26.08.1945    | д.т.н.         | 29.12.2017    | по техническим наукам                           |
| 11 | Аляви Анис Лютфуллаевич               | 28.07.1947    | д.м.н.         | 29.12.2017    | по медицинским наукам                           |
| 12 | Арипов Тахир Фатыхович                | 07.09.1945    | д.т. н.        | 08.06.1995    | спектроскопия биомакромолекул                   |
| 13 | Арипова Тамарахон Уктамовна           | 11.07.1953    | д.м.н.         | 29.12.2017    | по медицинским наукам                           |
| 14 | Аскаров Ахмадали Аскарович            | 25.09.1935    | д.и.н.         | 24.09.1987    | археология                                      |
| 15 | Ахмедов Бабомурот Жураевич            | 04.06.1963    | д.ф.-м.н.      | 22.12.2023    | теоретическая физика и астрофизика              |
| 16 | Ашуров Мухсинджон Хуррамович          | 19.11.1949    | д.ф.-м.н.      | 08.06.1995    | физика мощных лазеров                           |
| 17 | Аюпов Шавкат Абдуллаевич              | 14.09.1952    | д.ф.-м.н.      | 08.06.1995    | теория операторных алгебр                       |
| 18 | Бахрамов Сагдулла Абдуллаевич         | 02.01.1941    | д.ф.-м.н.      | 29.12.2017    | по физико-математическим наукам                 |
| 19 | Беглов Борис Михайлович               | 08.07.1938    | д.т.н.         | 19.05.2000    | химическая технология неорганических веществ    |
| 20 | Гуламов Кадыр Гафурович               | 17.02.1945    | д.ф.-м.н.      | 08.06.1995    | физика высоких энергий                          |
| 21 | Гулямов Саидахрор Саидахмедович       | 25.06.1947    | д.э.н.         | 08.06.1995    | экономика                                       |
| 22 | Давранов Кахрамон                     | 03.03.1945    | д.б.н.         | 22.12.2023    | по биологическим наукам                         |
| 23 | Джалилов Абдулахат Турапович          | 21.10.1942    | д.х.н.         | 29.12.2017    | по химическим наукам                            |
| 24 | Джураев Рисбай Хайдарович             | 25.07.1946    | д.пед.н.       | 29.12.2017    | по педагогическим наукам                        |
| 25 | Зайнабидинов Сиражидин Зайнабидинович | 22.12.1945    | д.ф.-м.н.      | 29.12.2017    | по физико-математическим наукам                 |
| 26 | Захидов Ромэн Абдуллаевич             | 17.12.1937    | д.т. н.        | 19.05.2000    | общая энергетика                                |
| 27 | Зияев Азамат Хамидович                | 23.06.1963    | д.с.-х.н.      | 22.12.2023    | по историческим наукам                          |
| 28 | Ибрагимов Бахтияр Туляганович         | 11.05.1949    | д.х.н.         | 29.12.2017    | по химическим наукам                            |
| 29 | Ибрагимов Нигматулла                  | 08.08.1945    | д.филол.н.     | 19.05.2000    | источниковедение                                |
| 30 | Ибраимов Холбой                       | 20.01.1957    | д.пед.н.       | 22.12.2023    | по педагогическим наукам                        |
| 31 | Игамбердиев Хусан Закирович           | 24.05.1946    | д.т.н.         | 29.12.2017    | по техническим наукам                           |
| 32 | Иноятова Флора Ильясовна              | 26.11.1947    | д.м.н.         | 29.12.2017    | по медицинским наукам                           |
| 33 | Искандаров Садулла                    | 05.02.1939    | д.х.н.         | 19.05.2000    | органическая химия                              |
| 34 | Искандаров Тулкин Искандарович        | 25.04.1939    | д.м.н.         | 19.05.2000    | экология                                        |
| 35 | Камилов Мирзаян Мирзаахмедович        | 17.10.1936    | д.т.н.         | 22.04.1994    | информатика, в том числе вычислительные сети    |
| 36 | Каримов Шавкат Ибрагимович            | 21.06.1943    | д.м.н.         | 08.06.1995    | хирургия                                        |
| 37 | Курбанов Равшанбек Давлетович         | 05.12.1947    | д.м.н.         | 29.12.2017    | по медицинским наукам                           |
| 38 | Лакаев Саидахмат Норжигитович         | 09.03.1952    | д.ф.-м.н.      | 29.12.2017    | по физико-математическим наукам                 |
| 39 | Мавлани Машхура Игамовна              | 04.12.1934    | д.б.н.         | 08.12.1989    | микробиология                                   |
| 40 | Мамадалимов Абдугафур Тешабаевич      | 01.02.1947    | д.ф.-м.н.      | 19.05.2000    | физика                                          |
| 41 | Мирсаидов Мирзиёд Мирсаидович         | 13.02.1948    | д.т.н.         | 29.12.2017    | по техническим наукам                           |
| 42 | Мукимов Камил Мукимович               | 14.02.1940    | д.ф.-м.н.      | 19.05.2000    | физика магнитных явлений                        |
| 43 | Муминов Рамизулла Абдуллаевич         | 24.10.1941    | д.ф.-м.н.      | 19.05.2000    | физика полупроводников и диэлектриков           |
| 44 | Мусабаев Эркин Исакович               | 03.01.1943    | д.м.н.         | 22.12.2023    | по медицинским наукам                           |
| 45 | Мусаханов Мирзаюсуф Мирзамахмудович   | 10.09.1943    | д.ф.-м.н.      | 08.06.1995    | теория волновых процессов и солитоны            |
| 46 | Назыров Феруз Гофурович               | 25.05.1950    | д.м.н.         | 29.12.2017    | по медицинским наукам                           |
| 47 | Намазов Шадман Эргашович              | 29.07.1965    | д.с.-х.н.      | 22.12.2023    | хлопководство                                   |
| 48 | Намазов Шафаат Саттарович             | 10.12.1942    | д.т.н.         | 29.12.2017    | по химическим наукам                            |
| 49 | Негматов Сайибжан Садыкович           | 16.04.1941    | д.т.н.         | 22.04.1994    | неорганическая химия                            |
| 50 | Рашидова Сайёра Шарафовна             | 02.08.1943    | д.х.н.         | 19.05.2000    | химия высокомолекулярных соединений             |
| 51 | Реймов Ахмед Мамбеткаримович          | 17.09.1977    | д.т.н.         | 22.12.2023    | по химическим наукам                            |
| 52 | Розиков Уткир Абдуллоевич             | 20.05.1970    | д.ф.-м.н.      | 22.12.2023    | математика                                      |
| 53 | Саатов Талат Саатович                 | 15.02.1940    | д.б.н.         | 19.05.2000    | биохимия                                        |
| 54 | Сабиров Равшан Заирович               | 01.09.1958    | д.б.н.         | 29.12.2017    | по биологическим наукам                         |
| 55 | Сагдуллаев Анатолий Сагдуллаевич      | 15.06.1951    | д.и.н.         | 29.12.2017    | по историческим наукам                          |
| 56 | Сагдуллаев Шамансур Шахсаидович       | 24.05.1951    | д.т.н.         | 22.12.2023    | по химическим наукам                            |
| 57 | Садыков Ильхам Исмаилович             | 29.09.1964    | д.т.н.         | 22.12.2023    | ядерная физика                                  |
| 58 | Саидов Акмаль Холматович              | 11.10.1958    | д.ю.н.         | 29.12.2017    | по юридическим наукам                           |
| 59 | Салихов Шавкат Исмаилович             | 12.12.1944    | д.х.н.         | 08.06.1995    | химия токсинов                                  |
| 60 | Саттаров Джуракул Саттарович          | 10.01.1938    | д.с.-х.н.      | 22.04.1994    | агрохимия                                       |
| 61 | Сирожиддинов Шухрат Самариддинович    | 23.07.1961    | д.филол.н.     | 22.12.2023    | по филологическим наукам                        |
| 62 | Сулаймонов Ботиржон Абдушукурович     | 22.12.1974    | д.б.н.         | 29.12.2017    | по сельскохозяйственным наукам                  |
| 63 | Тожибаев Комилжон Шаробитдинович      | 31.12.1973    | д.х.н.         | 29.12.2017    | по химическим наукам                            |
| 64 | Туляганов Дилшат Убайдуллаевич        | 29.06.1960    | д.т.н.         | 22.12.2023    | по химическим наукам                            |
| 65 | Турабджанов Садритдин Махаматдинович  | 07.03.1965    | д.т.н.         | 22.12.2023    | по химическим наукам                            |
| 66 | Тураев Аббосхон Собирхонович          | 21.06.1947    | д.х.н.         | 29.12.2017    | химические науки                                |
| 67 | Тухлиев Нурислам Тухлиевич            | 06.05.1947    | д.э.н.         | 22.12.2023    | по экономическим наукам                         |
| 68 | Убайдуллаев, Абдулла Мухаррамович     | 20.03.1934    | д.м.н.         | 19.05.2000    | фтизиатрия и пульмонология                      |
| 69 | Фарманов Шакир Касымович              | 20.02.1941    | д.ф.-м.н.      | 19.05.2000    | теория вероятностей и математическая статистика |
| 70 | Хаджиев, Джавват Хаджиевич            | 04.07.1938    | д.ф.-м.н.      | 19.05.2000    | математика                                      |
| 71 | Хакимов Акбар Абдуллаевич             | 09.08.1949    | д.искусств.н.  | 29.12.2017    | по искусствоведению                             |
| 72 | Шоумаров Гайрат Бахромович            | 10.12.1947    | д.псих.н.      | 22.12.2023    | по психологическим наукам                       |
| 73 | Эгамбердиев Шухрат Абдуманнапович     | 18.12.1953    | д.ф.-м.н.      | 29.12.2017    | астрофизика                                     |
| 74 | Юсупбеков Нодырбек Рустамбекович      | 07.01.1940    | д.х.н.         | 19.05.2000    | химическая технология                           |
| 75 | Юсупова Дилорам Юнусовна              | 21.07.1941    | д.и.н.         | 29.12.2017    | по историческим наукам                          |

Старший по возрасту в этом списке  — фтизиатр и пульмонолог Абдулла Убайдуллаев (род. 1934), младший — химик Ахмед Реймов (род. 1977). Наибольший академический стаж имеет археолог Ахмадали Аскаров (с 1987 года).
Скончавшиеся академики
1. Абдиров, Чаржау Абдирович (20.12.1933 г. — 05.07.1997 г.) избран в 1989 г. (микробиология)
2. Абдуллаев, Абдумавлян Абдуллаевич (13.07.1930 г. — 08.12.2022 г.) избран в 1995 г. (молекулярная генетика)
3. Абдуллаев, Вахид Абдуллаевич(15.05.1912 г. — 30.07.1985 г.) избран в 1966 г. (узбекская литература)
4. Абдуллаев, Джура Абдуллаевич (21.02.1927 г. — 18.04.2020 г.) избран в 1989 г. (системы обработки информации)
5. Абдуллаев, Хабиб Мухамедович (21.08.1912 г. — 20.06.1962 г.) избран в 1947 г. (геология)
6. Абдуллаходжаева, Малика Саматовна (28.11.1932 г. — 26.06.2018 г.), избрана в 2000 г. (иммунология, аллергология, вирусология)
7. Абидова, Мухаббат Фазиловна (18.10.1931 г. — 17.08.2020 г.) избрана в 2000 г. (процессы и аппараты химической технологии)
8. Абидов, Абдурахим Абидович (15.10.1929 г. — 22.07.2010 г.) избран в 2000 г. (микробиология)
9. Абуталиев, Фарадей Басырович (25.03.1932 г. — 28.08.2012 г.) избран в 2000 г. (математика)
10. Адирович Эммануил Ильич (24.08.1915 г. — 10.09.1973 г.) избран в 1962 г. (физика полупроводников)
11. Азимджанова, Сабохат (31.12.1922 г. — 26.04.2001 г.) избрана в 2000 г. (всеобщая, история)
12. Азимов, Садык Азимович (07.11.1914 г. — 14.11.1988 г.) избран в 1962 г. (ядерная, физика)
13. Азларов, Турсун Абдурахимович (16.02.1938 г. — 27.01.2012 г.) избран в 2000 г. (вычислительная, математика)
14. Айбек (Ташмухамедов Муса) (10.01.1905 г. — 01.07.1968 г.) избран в 1943 г. (история и теория литературы)
15. Акбаров Хабибулла Асатович (24.03.1936 г. — 08.04.2023 г.) избран в 1994 г. (геология рудных месторождений)
16. Акрамходжаев, Абид Муратович (12.10.1920 г. — 15.09.1996 г.) избран в 1966 г. (геология нефтяных и газовых месторождений)
17. Алимов, Шакир Алимович (28.09.1912 г. — 28.03.1976 г.) избран в 1974 г. (медицина)
18. Аминова, Рахима Ходиевна (18.11.1925 г. — 16.12.2001 г.) избрана в 2000 г. (история)
19. Андреев, Михаил Степанович (24.09.1873 г. — 10.11.1948 г.) избран в 1943 г. (этнография)
20. Арипов, Уктам Арипович (03.01.1927 г. — 14.12.2001 г.) избран в 1974 г. (медицина)
21. Арипов, Хамидилла Нигматович (10.10.1940 г. — 14.03.1998 г.) избран в 1995 г. (химическая, технология лекарственных препаратов)
22. Арифов, Убай Арифович (15.06.1909 г. — 24.12.1976 г.) избран в 1956 г. (физическая, электроника)
23. Аскаров, Мирходжи Аскарович (30.04.1931 г. — 18.12.2020 г.) избран в 2000 году (химия высокомолекулярных соединений)
24. Аскоченский, Александр Николаевич (05.09.1908 г. — 05.03.1973 г.) избран в 1943 г. (гидротехника)
25. Атаходжаев, Акбар Касымович (31.12.1926 г. — 05.09.1994 г.) избран в 1979 г. (оптика)
26. Ахмедов, Бурибай Ахмедович (12.08.1924 г. — 18.05.2002 г.) избран в 1995 г. (источниковедение)
27. Ахмедов, Карим Садыкович (19.02.1914 г. — 30.10.2003 г.) избран в 1966 г., (коллоидная, химия)
28. Базарбаев, Жуманазар (13.11.1933 г. — 25.09.2020 г.) избран в 2000 г. (философия)
29. Баймухамедов, Хасил Нурметович (01.12.1918 г. — 14.07.1990 г.) избран в 1979 г. (геология рудных месторождений, и металлогения)
30. Баратов, Мубинжон Баратович (09.12.1933 г. — 08.06.2005 г.) избран в 2000 г. (философия)
31. Бахадирханов, Мухаммад Кабир (17.08.1941 г. — 19.08.2021 г.) избран в 2017 году (физика)
32. Бегжанов, Рахим Бегжанович (05.03.1930 г. — 24.02.2000 г.) избран в 1989 г. (физика)
33. Бекмуратов, Тулкун Файзиевич (18.04.1935 г. — 04.01.2021 г.) избран в 2000 г. (вычислительные машины, комплексы, системы и сети)
34. Бондаренко, Борис Анисимович (12.10.1923 г. — 19.07.2017 г.) избран в 2000 г. (математика)
35. Бугаев, Виктор Антонович (06.10.1908 г. — 02.04.1974 г.) избран в 1966 г. (метеорология)
36. Буриев, Тожибой (12.05.1938 г. — 28.07.2008 г.) избран в 2000 г. (механика)
37. Валиев, Абдулхай Касымович (07.05.1929 г. — 28.11.2002 г.) избран в 2000 г. (философия)
38. Валиходжаев, Батыр Набираходжаевич (01.04.1932 г. — 26.08.2005 г.) избран в 2000 г. (языкознание, литературоведение)
39. Вахидов, Васит Вахидович (13.12.1917 г. — 01.06.1994 г.) избран в 1979 г. (хирургия)
40. Вахидов, Шавкат Ахадович (11.10.1932 г. — 02.11.2008 г.) избран в 2000 г. (физика твердого тела)
41. Власова, Нина Александровна (05.06.1930 г. — 22.02.2013 г.) избрана в 2000 г. (ботаника)
42. Ганиев, Абдуали Ганиевич (20.12.1931 г. — 08.10.1999 г.) избран в 1995 г. (радиохимия)
43. Глушенкова, Анна Ивановна (01.08.1926 г. — 17.04.2017 г.) избрана в 2000 г. (химия природных и физиологически активных веществ)
44. Глущенко, Алексей Данилович (10.10.1934 г. — 12.06.2011 г.) избран в 1984 г. (механика, машиноведение)
45. Гулямов, Гафур Гулямович — (11.05.1903 г. — 10.07.1966 г.) избран в 1943 г. (узбекский, фольклор и история литературы)
46. Гулямов, Яхъя Гулямович (01.05.1908 г. — 10.01.1977 г.) избран в 1966 г. (археология)
47. Далимов, Турабек Нугманович (18.08.1936 г. — 12.10.2011 г.) избран в 1995 г. (петрология)
48. Даминов, Тургунпулат Абидович (25.04.1941 г. — 07.02.2022 г.) избран в 2000 г. (педиатрия)
49. Джураев, Тухтамурад Джураевич (25.10.1934 г. — 14.09.2009 г.) избран в 1989 г. (математика)
50. Додонов, Иван Кузьмич (05.06.1900 г. — 13.06.1987 г.) избран в 1947 г. (история)
51. Ещанов, Турсунбай Бойжанович (05.05.1940 г. — 24.08.2004 г.) избран в 1995 г. (экология)
52. Житов, Константин Евлампиевич (27.05.1904 г. — 20.04.1995 г.) избран в 1952 г. (история Средней Азии)
53. Закиров, Кадыр Закирович (25.07.1906 г. — 10.08.1992 г.) избран в 1956 г. (ботаника)
54. Закиров, Ислам Захидович (27.01.1928 г. — 20.01.2000 г.) избран в 1995 г. (акушерство и гинекология)
55. Захидов, Вахид Юлдашевич (25.01.1914 г. — 18.07.1983 г.) избран в 1966 г. (философия и литературоведение)
56. Захидов, Тиша Захидович (10.05.1906 г. — 21.08.1981 г.) избран в 1952 г. (зоология, экология)
57. Зиядуллаев, Саид-Карим (15.10.1913 г. — 19.08.2003 г.) избран в 1974 г. (экономика)
58. Зуфаров, Камилджан Ахмеджанович (01.05.1925 г. — 29.07.2002 г.) избран в 1968 г. (медицина)
59. Ибрагимов, Ахмед Паччаевич (12.12.1928 г. — 15.07.2008 г.) избран в 2000 г. (молекулярная, генетика)
60. Иргашев, Иркин Хамидович (01.11.1933 г. — 09.01.2004 г.) избран в 2000 г. (паразитология)
61. Искандеров, Ибрагимжан Искандерович (8.5.1932 г. — 13.12.2020 г.) избран в 1979 г. (экономика промышленности)
62. Исламов, Уткур Исламович (1932 - 2013 г.) избран в 2000 г. (археология)
63. Кабулов, Васил Кабулович (5.09.1921 г. — 21.01.2010 г.) избран в 1966 г. (вычислительная, математика)
64. Камалов, Сабир Камалович (10.09.1924 г. — 01.02.2009 г.), избран в 1979 г. (история)
65. Канаш, Сергей Степанович (23.09.1896 г. — 30.10.1975 г.) избран в 1952 г. (селекция хлопчатника)
66. Каримов, Ислам Абдуганиевич (30.01.1938 г. — 02.09.2016 г.) избран в 1994 г. (экономика)
67. Каримов, Наим Фатихович (12.12.1932 г. — 17.09.2023 г.) избран в 2017 г. (литературоведение)
68. Кары-Ниязов, Ташмухамед Ниязович (12.09.1896 г. — 17.03.1970 г.) избран в 1943 г. (математика, история науки и культуры)
69. Касымов, Акмалджан Касымович (20.02.1937 г. — 24.05.2004 г.) избран в 2000 г. (биофизика)
70. Каримов, Убайдулла Исраилович (01.04.1920 г. — 11.10.1997 г.) избран в 1995 г. (литературоведение, источниковедение)
71. Каценович, Рауф-Рафаил Александрович (07.11.1920 г. — 29.10.2003 г.) избран в 2000 г. (медицина, кардиология)
72. Каюмов, Азизхон Пулатович (19.01.1926 г. — 16.02.2018 г.) избран в 1995 г. (источниковедение)
73. Ким, Владимир Васильевич (25.09.1929 г. — 07.04.2021 г.) избран в 2000 г. (экономика сельского хозяйства)
74. Кошчанов, Матякуб Кошчанович (05.05.1918 г. — 16.08.2005 г.) избран в 2000 г. (литературоведение, узбекская, филология)
75. Киршин, Анатолий Васильевич (15.12.1937 г. — 30.03.2012 г.) избран в 2000 г. (геология, нефтяные и газовые месторождения)
76. Коровин, Евгений Петрович (26.02.1891 г. — 01.12.1963 г.) избран в 1947 г. (геоботаника, экология растений)
77. Кучкартаев, Иристай(05.07.1936 г. — 20.12.2000 г.) избран в 2000 г. (языкознание, тюркские языки)
78. Лаврик, Александр Фёдорович (05.11.1927 г. — 02.06.2010 г.) избран в 2000 г. (математика)
79. Лавров, Николай Владимирович (17.12.1911 г. — 21.04.1981 г.) избран в 1960 г. (технология топлива, и горения, газификация и синтез газов)
80. Лапкин, Кузьма Иванович (31.10.1904 г. — 19.07.1989 г.) избран в 1979 г. (экономика сельского хозяйства)
81. Лебедев, Олег Владимирович (25.01.1940 г. — 01.08.2010 г.) избран в 1987 г. (машиностроение, гидроприводы и системы гидроприводов, машин)
82. Мавлянов, Гани Арифханович (15.01.1910 г. — 13.03.1988 г.) избран в 1960 г. (инженерная, геология, гидрогеология и сейсмология)
83. Максумов, Джалал Насырович (05.12.1920 г. — 20.05.2000 г.) избран в 2000 г. (лучевая, диагностика и терапия)
84. Мамаджанов, Салахиддин Мамаджанович (15.12.1931 г. — 28.03.2005 г.) избран в 2000 г. (литературоведение)
85. Маджидов, Наби Маджидович (10.12.1928 г. — 02.01.2010 г.) избран в 2000 г. (неврология)
86. Махкамов, Руфат Гулямович (16.10.1930 г. — 26.07.2018 г.), избран в 2000 г. (управление технологическими процессами в машиностроении)
87. Мирзаев, Тура (06.03.1936 г. — 29.09.2020 г.) избран в 2017 г. (филологические науки)
88. Миркамилов, Тулкун Миромилович (30.07.1939 г. — 25.06.2004 г.) избран в 1995 г. (полимерные материалы и технологии)
89. Мубараков, Ярмухамед Нурупович (22.04.1944 г. — 18.11.1999 г.) избран в 1995 г. (механика сплошных сред)
90. Музафаров, Ахрар Музафарович (01.09.1909 г. — 22.05.1987 г.) избран в 1966 г. (ботаника, альгология)
91. Муминов, Ибрагим Муминович (07.09.1908 г. — 22.07.1974 г.) избран в 1956 г. (философия)
92. Муминов, Толиб Мусаевич (11.01.1943 г. — 22.12.2021 г.) избран в 2000 г. (физика атомного ядра)
93. Муратходжаев, Нариман Кадырович(17.06.1928 г. — 01.05.2007 г.) избран в 2000 г. (радиология и онкология)
94. Мусабаев, Исак Курбанович (22.10.1910 г. — 28.12.2003 г.) избран в 1966 г. (медицина, инфекционные заболевания)
95. Мухамеджанов, Мирза-Али Валиевич (01.12.1914 г. — 15.03.2000 г.) избран в 1952 г. (агробиология хлопчатника)
96. Мухамедиев, Аулия Мухамедович (16.08.1906 г. — 22.10.1988 г.) избран в 1968 г. (гидробиология)
97. Набиев, Малик Набиевич (18.01.1913 г. — 12.10.1992 г.) избран в 1956 г. (неорганическая, химия, химия и технология удобрений)
98. Назаров, Бахтияр Аминович (17.09.1945 г. — 18.01.2022 г.) избран в 2000 г. (литературоведение)
99. Насыров Темуржон Хайруллаевич[узб.]* (25.07.1941 г. — 12.11.2024 г.), избран в 2000 г. (электроэнергетика)
100. Нугманов, Камил Нугманович (25.12.1909 г. — 25.09.1997 г.) избран в 1969 г. (литература)
101. Нурмухамедов, Марат Коптлеуич (06.01.1930 г. — 21.06.1986 г.) избран в 1974 г. (литературоведение)
102. Парпиев, Нусрат Агзамович (14.09.1931 г. — 27.07.2021 г.) избран в 1995 г. (неорганическая химия)
103. Попов, Владимир Иванович (23.02.1907 г. — 25.11.1991 г.) избран в 1968 г. (литология, тектоника и учение о формациях)
104. Пославский, Виктор Васильевич (10.11.1896 г. — 17.05.1979 г.) избран в 1943 г. (гидротехника)
105. Пугаченкова, Галина Анатольевна (07.02.1915 г. — 17.02.2007 г.) избрана в 1984 г. (искусствоведение)
106. Раджабов, Тельман Дадаевич (15.08.1935 г. — 12.08.2020 г.) избран в 1995 г. (приборы и технологии материалов, приборостроения)
107. Раджабов, Юнус (05.01.1897 г. — 23.04.1976 г.) избран в 1966 г. (теория музыки)
108. Расулев, Уткур Хасанович (11.07.1939 — 04.05.2021) избран в 1995 г. (физическая электроника)
109. Рахимджанов, Абдуманнап Рахманович (18.08.1927 г. — 27.01.2004 г.) избран в 2000 г. (нервные болезни)
110. Рахманкулов, Хаджи-Акбар Рахманкулович (02.09.1925 г. — 17.07.2013 г.) избран в 2000 г. (право)
111. Рахманов, Мамаджан Рахманович (21.12.1914 г. — 07.04.2010 г.) избран в 2000 г. (искусствоведение)
112. Рахматулин, Халил Ахмедович (23.04.1909 г. — 11.01.1988 г.) избран в 1947 г. (механика)
113. Рашидов, Турсунбай Рашидович (27.05.1934 г. — 07.10.2020 г.) избран в 1984 г. (строительная, механика, сейсмостойкость подземных сооружений)
114. Романовский, Всеволод Иванович (05.12.1879 г. — 06.10.1954 г.) избран в 1943 г. (математика)
115. Ртвеладзе, Эдвард Васильевич (14.05.1942 г. — 10.02.2022 г.) избран в 1995 г. (история)
116. Русанов, Фёдор Николаевич (29.05.1895 г. — 02.02.1979 г.) избран в 1966 г. (интродукция и акклиматизация растений)
117. Рустамов, Алибек Рустамович (15.05.1931 г. — 05.10.2013 г.) избран в 1995 г. (филология)
118. Рустамов, Хусни Рустамович (21.03.1910 г. — 08.06.2009 г.) избран в 2000 г. (физическая, химия)
119. Рыжов, Сергей Николаевич (18.10.1903 г. — 24.01.1981 г.) избран в 1966 г. (почвоведение и агрохимия)
120. Садуллаев, Азимбой Садуллаевич (09.01.1947 г.  — 28.05.2025 г.) избран в 1995 г. (теория функций)
121. Садыков, Абид Садыкович (15.11.1913 г. — 22.07.1987 г.) избран в 1947 г. (биоорганическая, химия и химия природных физиологически активных веществ)
122. Саидов, Джура Камалович (25.12.1909 г. — 09.04.1999 г.) избран в 1968 г. (ботаника, физиология растений)
123. Саидов, Мухтар Сафарбаевич (21.11.1930 г. — 21.03.2020 г.) избран в 1984 г. (физика полупроводников, и диэлектриков)
124. Салахитдинов, Махмуд Салахитдинович (23.11.1933 г. — 26(7).04.2018 г.) избран в 1974 г. (математика)
125. Сарымсаков, Ташмухамед Алиевич (10.09.1915 г. — 18.12.1995 г.) избран в 1943 г. (математика, теория вероятностей и функциональный анализ)
126. Сатимов, Нуман Юнусович (15.12.1939 г. — 25.09.2006 г.) избран в 2000 г. (математика, дифференциальные и интегральные уравнения)
127. Сафаров, Рубен Акопович (16.11.1930 г. — 05.07.2016 г.) избран в 2000 г. (история науки и техники)
128. Сираждинов, Сагды Хасанович (10.05.1920 г. — 03.05.1988 г.) избран в 1966 г. (математика)
129. Стародубцев, Сергей Васильевич (24.10.1914 г. — 19.03.1967 г.) избран в 1956 г. (физическая, электроника, ядерная, и радиационная, физика)
130. Сулайманова, Хадича Сулаймановна (03.07.1913 г. — 26.11.1965 г.) избрана в 1956 г. (уголовное право)
131. Султанходжаев, Абдумубди Нигманович (12.01.1929 г. — 11.01.2013 г.) избран в 1989 г. (гидрогеология)
132. Султанов, Иззат Атаханович (29.11.1910 г. — 01.08.2001 г.) избран в 1995 г. (литературоведение)
133. Ташмухамедов, Бекжан Айбекович (27.01.1935 г. — 25.06.2020 г.) избран в 1987 г. (физиология)
134. Ташпулатов, Юнус Ташпулатович(15.02.1932 г. — 01.04.2008 г.) избран в 2000 г. (физика и химия полимеров)
135. Туленов, Жандар Туленович (12.01.1928 г. — 30.12.2003 г.) избран в 2000 г. (философия)
136. Тураев, Назар Юлдашевич (19.05.1938 г. — 03.10.2023 г.) избран в 2000 г. (физика)
137. Туракулов, Ялкин Халматович (10.11.1916 г. — 02.03.2005 г.) избран в 1966 г. (биохимия животных, эндокринология)
138. Турсунмухамедов, Саттар Пазилханович (11.01.1929 г. — 21.07.2020 г.) избран в 2000 г. (социальная, философия)
139. Турсунов, Хабиб Турсунович (09.05.1913 г. — 13.05.1987 г.) избран в 1984 г. (история)
140. Тухтаев, Сайдиахрол (01.09.1942 — 04.01.2022) избран в 2000 г. (неорганическая химия)
141. Убайдуллаева, Рано Ахатовна (04.11.1936 г. — 11.12.2020 г.) избрана в 2000 г. (экономика)
142. Уклонский, Александр Сергеевич (05.11.1888 г. — 16.02.1972 г.) избран в 1943 г. (минералогия и геохимия)
143. Умаров, Султан Умарович (15.08.1908 г. — 06.05.1964 г.) избран в 1943 г. (кинетика, статистическая, и ядерная, физика)
144. Уразаев, Шавкат Закариевич (01.08.1927 г. — 12.05.2006 г.) избран в 1989 г. (право)
145. Уразбаев, Магомет Ташевич (20.08.1906 г. — 09.05.1971 г.) избран в 1956 г. (механика, сейсмостойкость зданий, и сооружений)
146. Усманов, Тимурбек (14.04.1942 — 23.12.2001) избран в 2017 г. (физико-математическим науки)
147. Усманов, Хамдам Усманович (18.10.1916 г. — 05.07.1994 г.) избран в 1966 г. (физическая, химия)
148. Усманов, Файзулла Асадуллаевич (30.04.1935 г. — 25.07.2008 г.) избран в 1995 г. (математические и физико-химические методы в геологии)
149. Усманходжаев, Халим Хайдарович (20.11.1909 г. — 10.04.1993 г.) избран в 1984 г. (теория механизмов, и машин)
150. Фазылов, Хасил Фазылович (28.08.1909 г. — 07.03.2003 г.) избран в 1956 г. (электроэнергетика, электрические системы)
151. Хабибуллаев, Пулат Киргизбаевич (14.10.1936 г. — 07.02.2010 г.) избран в 1984 г. (акустика)
152. Хаджинова, Максуда Агзамовна (08.07.1912 г. — 04.11.1981 г.) избрана в 1966 г. (механика)
153. Хайруллаев, Музаффар Мухитдинович (17.11.1931 г. — 27.03.2004 г.) избран в 1989 г. (философия)
154. Халмурадов, Аскар Ганиевич (10.05.1939 г. — 17.01.1997 г.) избран в 1989 г. (биотехнология)
155. Хамидов, Джахангир Хакимович (20.05.1930 г. — 30.04.2010 г.) избран в 1987 г. (физиология)
156. Хамидов, Хусниддин (05.01.1935 г. — 05.11.2019 г.) избран в 2000 г. (языкознание, литературоведение)
157. Хамрабаев, Ибрагим Хамрабаевич (05.05.1920 г. — 29.06.2002 г.) избран в 1974 г. (геология, петрология и металлогения)
158. Хамудханов, Музаффар Захидханович (26.07.1916 г. — 25.06.1972 г.) избран в 1968 г. (автоматика и телемеханика)
159. Хикматов, Аман Хикматович (01.05.1929 г. — 01.04.2009 г.) избран в 2000 г. (экономика, новая, техника и капитальные вложения)
160. Ходжиев, Азим Пулатович (18.12.1933 г. — 05.06.2012 г.) избран в 2000 г. (языкознание, тюркские языки)
161. Цукерваник, Исаак Платонович (23.05.1901 г. — 21.04.1968 г.) избран в 1966 г. (органическая, химия)
162. Черданцев, Глеб Никанорович (04.08.1885 г. — 05.12.1958 г.) избран в 1956 г. (экономика)
163. Шаабдурахманов, Шаназар Шаабдурахманович (05.05.1923 г. — 03.10.2011 г.) избран в 1974 г. (узбекское языкознание, диалектология)
164. Шаниязов, Карим Шаниязович (15.08.1924 г. — 05.10.2001 г.) избран в 2000 г. (история)
165. Шарифходжаев, Мурат Шарифходжаевич (20.08.1932 г. — 12.12.2008 г.) избран в 1995 г. (экономика)
166. Ширинкулов, Ташпулат Ширинкулович (03.02.1937 г. — 19.09.2009 г.) избран в 1994 г. (строительная, механика)
167. Шредер, Рихард Рихардович (15.10.1867 г. — 27.04.1944 г.) избран в 1943 г. (сельское хозяйство)
168. Щеглов, Владимир Петрович (28.06.1904 г. — 23.01.1985 г.) избран в 1966 г. (астрономия)
169. Эшкувватов, Бегмамат (20.08.1938 г. — 16.01.2019 г.) избран в 2000 г. (машины и агрегаты)
170. Юлдашбаев, Таймас Саттыевич (30.07.1931 г. — 19.12.2011 г.) избран в 1931 г. (физика высоких энергий)
171. Юлдашев, Бехзод Садыкович (09.05.1945 г. — 28.08.2024 г.) избран в 2000 г. (физика высоких энергий)
172. Юлдашев, Карим Юлдашевич (10.05.1933 г. — 22.10.1999 г.) избран в 1995 г. (кардиология)
173. Юлдашев, Мухамеджан Юлдашевич (01.05.1904 г. — 04.09.1985 г.) избран в 1968 г. (история, источниковедение)
174. Юнусов, Адхам Юнусович (01.04.1910 г. — 16.10.1971 г.) избран в 1952 г. (физиология человека и животных)
175. Юнусов, Махамаджан Сабирович (05.11.1932 г. — 15.10.2003 г.) избран в 2000 г. (физика твердого тела, в том числе полупроводники и диэлектрики)
176. Юнусов, Сабир Юнусович (18.03.1909 г. — 29.11.1995 г.) избран в 1952 г. (органическая, химия, химия природных и физиологически активных веществ)
177. Юсупов, Эркин Юсупович (15.03.1929 г. — 05.08.2003 г.) избран в 1979 г. (философия)

### Скончавшиеся члены-корреспонденты
1. Абдуллаев, Гафар Гайдарович (15.02.1896 г. — 09.02.1951 г.) избран в 1943 г. (офтальмология)
2. Абдуразаков, Абдужаббар Абдуразакович (20.05.1932 г. — 12.08.1994 г.) избран в 1984 г. (физика атомного ядра и элементарных частиц)
3. Абубакиров, Наиль Кадырович (30.05.1919 г. — 06.12.1998 г.) избран в 1979 г. (органическая, химия, химия природных и физиологически активных веществ)
4. Автономов, Анатолий Иванович (24.11.1898 г. — 26.04.1968 г.) избран в 1952 г. (селекция хлопчатника)
5. Агзамходжаев, Анвар Агзамходжаевич (17.02.1928 г. — 20.06.1994 г.) избран в 1968 г. (право)
6. Алимджанов, Рахим Алимджанович (14.06.1913 г. — 17.02.1985 г.) избран в 1952 г. (этномология)
7. Алимов, Рахматулла Алимович (25.11.1902 г. — 17.02.1985 г.) избран в 1943 г. (мелиорация и водное хозяйство)
8. Алтунин, Степан Титович (18.04.1904 г. — 12.12.1959 г.) избран в 1956 г. (гидротехника)
9. Аминов, Алим Муминович (25.12.1906 г. — 22.10.1981 г.) избран в 1968 г. (политэкономия)
10. Аскаров, Акбар Аскарович (25.10.1902 г. — 09.05.1978 г.) избран в 1943 г. (медицина)
11. Атакузиев, Рахматулла Атакузиевич — (14.05.1905 г. — 23.04.1990 г.) избран в 1974 г. (литературоведение)
12. Атаханов, Эргаш Исабаевич (11.09.1914 г. — 19.11.1967 г.) избран в 1960 г. (медицина)
13. Ахунова, Мелихон Ахуновна (28.12.1928 г. — 12.10.1987 г.) избрана в 1979 г. (история Узбекистана)
14. Аржаных, Иван Семёнович (24.11.1914 г. — 20.03.1980 г.) избран в 1960 г. (математика, механика)
15. Бабаев, Аршавир Григорьевич (21.11.1919 г. — 01.11.1999 г.) избран в 1974 г. (геология нефти и газа)
16. Бедринцев, Кирилл Николаевич (01.04.1907 г. — 07.04.1995 г.) избран в 1962 г. (экономика)
17. Борисов, Олег Матвеевич (07.10.1929 г. — 31.10.1988 г.) избран в 1984 г. (геотектоника)
18. Боровков, Александр Константинович (29.03.1904 г. — 12.11.1962 г.) избран в 1979 г. (филология, востоковедение, этнография)
19. Бузин, Евгений Иванович (24.02.1916 г. — 26.04.1969 г.) избран в 1961 г. (математика, механика)
20. Булгаков, Павел Георгиевич (06.07.1927 г. — 28.10.1993 г.) избран в 1979 г. (источниковедение, арабистика)
21. Бутовская, Евдокия Михайловна (28.12.1917 г. — 07.01.1982 г.) избрана в 1979 г. (сейсмология)
22. Вызго, Михаил Сигизмундович (11.10.1902 г. — 18.03.1980 г.) избран в 1952 г. (гидротехника)
23. Гранитов, Ипполит Иванович[узб.] (11.02.1900 г. — 31.10.1981 г.) избран в 1968 г. (ботаника)
24. Губин, Виктор Иванович (24.11.1917 г. — 22.04.1975 г.) избран в 1962 г. (геофизика)
25. Гулямов, Улуг Гафурович (01.10.1933 г. — 14.03.1990 г.) избран в 1974 г. (ядерная, и радиационная, физика)
26. Дадабаев, Акрам Дадабаевич (01.09.1908 г. — 12.08.1988 г.) избран в 1966 г. (селекция хлопчатника)
27. Джамалов, Онер Боимбетович (01.05.1912 г. — 09.08.1975 г.) избран в 1958 г. (экономика)
28. Досумов, Янгибай Мухамедович (15.07.1905 г. — 14.08.1973 г.) избран в 1956 г. (история)
29. Ерёменко, Виктор Емельянович (24.08.1909 г. — 08.06.1962 г.) избран в 1956 г. (мелиорация и общее земледелие)
30. Закиров, Пулат Кадырович (15.01.1932 г. — 21.12.1993 г.) избран в 1989 г. (экология)
31. Исамухамедов, Эргаш Мусаевич (30.12.1909 г. — 13.01.1983 г.) избран в 1963 г. (петрология)
32. Искандеров, Мирзагани Искандерович (08.11.1925 г. — 15.09.1995 г.) избран в 1989 г. (история)
33. Исламов, Икрам Исламович (07.11.1906 г. — 12.04.1975 г.) избран в 1943 г. (физика)
34. Исмаилов, Насыр Исмаилович (27.05.1901 г. — 15.03.1974 г.) избран в 1952 г. (медицина)
35. Ишанов, Атабай Ишанович (15.03.1916 г. — 02.10.1990 г.) избран в 1960 г. (история)
36. Камилова, Хасият Камиловна (25.04.1912 г. — 27.12. 1961 г.) избрана в 1952 г. (языкознание)
37. Канцепольский, Иосиф Самуилович (06.11.1903 г. — 02.11.1976 г.) избран в 1968 г. (химия и технология силикатов)
38. Кенесарин, Натай Азимханович (24.06.1908 г. — 16.04.1975 г.) избран в 1962 г. (гидрология и инженерная, геология)
39. Коржавин, Борис Дмитриевич (28.09.1992 г. — 25.11.1984 г.) избран в 1950 г. (водное хозяйство)
40. Корженевский, Николай Леопольдович (19.02.1879 г. — 31.10.1958 г.) избран в 1947 г. (физическая, география)
41. Королёв, Алексей Васильевич (05.05.1897 г. — 24.05.1960 г.) избран в 1960 г. (геология рудных месторождений)
42. Кошевников, Георгий Антонович (13.04.1904 г. — 18.07.1975 г.) избран в 1968 г. (механика)
43. Кудрявцев, Георгий Алексеевич (23.04.1891 г. — 22.09.1974 г.) избран в 1947 г. (паразитология)
44. Куклес, Исаак Самойлович (28.09.1905 г. — 31.07.1977 г.) избран в 1960 г. (математика)
45. Левкович, Борис Аполлонович (23.06.1886 г. — 30.04.1966 г.) избран в 1956 г. (технология обработки хлопчатника)
46. Малыгин, Василий, Степанович (25.12.1882 г. — 02.09.1951 г.) избран в 1947 г. (мелиорация и земледелие)
47. Мальцев, Абрам Моисеевич (29.04.1897 г. — 25.07.1963 г.) избран в 1943 г. (селекция и Семёноводство хлопчатника)
48. Набиев, Рашид Набиевич (10.05.1912 г. — 10.06.1985 г.) избран в 1952 г. (история Средней Азии)
49. Насреддинов, Мирзаабдулла — (09.05.1882 г. — 04.04.1967 г.) избран в 1943 г. (народный поэт)
50. Николаев, Александр Иванович (22.02.1922 г. — 21.11.1994 г.) избран в 1979 г. (медицина, иммунология)
51. Пулатов, Хайдар Пулатович (10.07.1928 г. — 20.05.1993 г.) избран в 1979 г. (философия)
52. Райкова, Илария Алексеевна (29.09.1896 г. — 26.10.1981 г.) избрана в 1956 г. (ботаника)
53. Рахимов, Гафир Рахимович (29.03.1905 г. — 21.10.1972 г.) избран в 1966 г. (электротехника, энергетика, автоматика)
54. Сагитов, Исмоил Танатарович (16.04.1908 г. — 21.05.1993 г.) избран в 1966 г. (литературоведение)
55. Садыков, Саодат Садыкович (12.02.1910 г. — 03.01.1995 г.) избран в 1952 г. (генетика и селекция хлопчатника)
56. Семёнов, Александр Александрович (16.09.1873 г. — 16.11.1958 г.) избран в 1943 г. (этнография, археология)
57. Слоним, Моисей Ильич (27.02.1875 г. — 27.12.1945 г.) избран в 1943 г. (медицина)
58. Султанов, Абдулла Султанович (17.03.1913 г. — 27.10.1983 г.) избран в 1966 г. (химия)
59. Султанов, Мухамед Алиевич (02.02.1915 г. — 12.07.1980 г.) избран в 1968 г. (гельминтология и паразитология)
60. Султанов, Юсуф Султанович (25.09.1911 г. — 24.06.1991 г.) избран в 1952 г. (литературоведение)
61. Туляганов, Ахрар Туляганович (23.09.1908 г. — 17.01.1990 г.) избран в 1966 г. (гельминтология)
62. Умаров, Гияс Якубович (25.12.1921 г. — 22.12.1988 г.) избран в 1968 г. (ядерная, физика)
63. Файзуллаев, Джарулла Файзуллаевич (11.02.1924 г. — 26.10.1992 г.) избран в 1974 г. (механика многофазных сред)
64. Хамид, Алимджан (12.12.1909 г. — 03.07.1944 г.) избран в 1943 г. (поэт, публицист)
65. Ходукин, Николай Иванович (15.12.1896 г. — 22.04.1957 г.) избран в 1947 г. (биология, медицина)
66. Шарафутдинов, Алим Шарафутдинович (1903 г. — 1943 г.) избран в 1943 г. (литературоведение)
67. Шишкин, Василий Афанасьевич (11.01.1894 г. — 18.10.1966 г.) избран в 1966 г. (археология)
68. Щедрин, Николай Николаевич (21.09.1891 г. — 07.12.1974 г.) избран в 1947 г. (электроэнергетика)
69. Юдахин, Константин Кузьмич (31.05.1890 г. — 22.02.1975 г.) избран в 1952 г. (языкознание)
70. Юлдашев, Садриддин Ходжаевич (22.02.1917 г. — 24.04.1993 г.) избран в 1968 г. (физиология растений)
71. Яхонтов, Владимир Владимирович (23.11.1899 г. — 17.01.1970 г.) избран в 1956 г. (биология и этномология)

### Члены АН Узбекской ССР переехавшие в Россию
1. Матвиевская, Галина Павловна (13.07.1930 г. — 30.01.2025 г.) избрана в 1984 г. (математика, история математики) с 1994 г. работала в Оренбургском педагогическом университете, РФ
2. Уломов, Валентин Иванович (07.01.1933 г. — 06.06.2017 г.) избран в 1984 г. (геофизика) с 1990 г. работал в Институте физики Земли РАН, РФ
3. Филатов, Александр Николаевич (01.10.1930 г. — 2006 г.) избран в 1974 г. (математика) с 1979 г. работал в Гидрометцентре СССР (с 1991 г. — РФ)

## Научные организации
Современная структура
Отделение физико-математических и технических наук
- Астрономический институт им. Улугбека
- Институт ионно-плазменных и лазерных технологий им. У. А. Арифова[узб.]
- Институт математики им. В. И. Романовского
- Институт материаловедения НПО «Физика-Солнце»
- Институт проблем энергетики
- Институт сейсмологии им. Г. А. Мавлянова[узб.]
- Институт механики и сейсмостойкости сооружений им. М.Т. Уразбаева
- Институт ядерной физики
- Международный институт солнечной энергии
- Физико-технический институт НПО «Физика-Солнце»
- Радиоастрономическая обсерватория РТ-70

Отделение химических и биологических наук
- Институт биоорганической химии им. А. С. Садыкова[узб.]
- Институт ботаники
- Институт генетики и экспериментальной биологии растений[узб.]
- Институт зоологии[узб.]
- Институт иммунологии и геномики человека
- Институт микробиологии[узб.]
- Институт общей и неорганической химии[узб.]
- Институт химии и физики полимеров[узб.]
- Институт химии растительных веществ им. С. Ю. Юнусова[узб.]
- Центр геномики и биоинформатики

Отделение общественно-гуманитарных наук
- Институт востоковедения имени Абу Райхана Бируни
- Институт государства и права[узб.]
- Институт искусствознания[узб.]
- Институт истории
- Институт узбекского языка, литературы и фольклора[узб.]
- Национальный центр археологии
- Государственный музей литературы им. Алишера Навои
- Государственный музей истории Тимуридов
- Государственный музей истории Узбекистана
- Координаторно-методический центр по вопросам новейшей истории Узбекистана

Каракалпакское отделение
- Каракалпакский научно-исследовательский институт естественных наук
- Каракалпакский научно-исследовательский институт гуманитарных наук

Навоийское отделение
Хорезмская академия

## Печатные издания
- Известия АН Узбекской ССР
- Ўзбекистонда ижтимoий фанлар / Общественные науки в Узбекистане
- Узбекский физический журнал